# 费内格罗
费内格罗（義大利語：Fenegrò），是意大利科莫省的一个市镇。总面积5.4平方公里，人口3094人，人口密度573.0人/平方公里（2009年）。ISTAT代码为013100。